# General Levalle
General Levalle är en ort i Argentina.   Den ligger i provinsen Córdoba, i den centrala delen av landet, 500 km väster om huvudstaden Buenos Aires. General Levalle ligger 180 meter över havet och antalet invånare är 5 492.
Terrängen runt General Levalle är mycket platt. Runt General Levalle är det mycket glesbefolkat, med 4 invånare per kvadratkilometer.. Det finns inga andra samhällen i närheten.
Trakten runt General Levalle består i huvudsak av gräsmarker.